# RK Železničar Niš
Maillots
Le RK Železničar Niš (Рукометни клуб Железничар Ниш) est un club de handball serbe basé à Niš. Le club a successivement évolué en Yougoslavie jusqu'en 1992, en République fédérale de Yougoslavie entre 1992 et 2003 devenu Serbie-et-Monténégro entre 2003 et 2006 et enfin en Serbie depuis 2006

## Palmarès
- Championnat nationaux :
  - Deuxième du Championnat de RF Yougoslavie en 1998
  - Troisième du Championnat de Yougoslavie en 1983, 1985
- Coupes nationales (6) :
  - Coupe de Yougoslavie (3) : 1977, 1982, 1985
  - Coupe de RF Yougoslavie/Serbie-et-Monténégro (2) : 1997, 1999
  - Coupe de Serbie (1) : 2014
- Compétitions internationales
  - Finaliste de la Coupe des vainqueurs de coupe en 1978
  - Demi-finaliste de la Coupe des vainqueurs de coupe en 1983

## Joueurs célèbres
- Dalibor Čutura : joueur de 1997 à 1998
- Darko Ðukić : joueur avant 2014
- Branko Karabatić : joueur dans les années 1970
- Ivan Lapčević : joueur avant 2014
- Dragan Mladenović (1956) : joueur de 1976 à 1986
- Dragan Mladenović (1963) : joueur dans les années 1980
- Vladimir Osmajić : joueur de 2003 à 2004
- Nemanja Pribak : joueur de 2003 à 2006
- Zoran Živković : joueur dans les années 1970